# Coupe de France de cyclisme sur route 1998
La Coupe de France de cyclisme sur route 1998 est la 7e édition de la Coupe de France de cyclisme sur route.
Une nouvelle épreuve fait son unique apparition cette année, il s'agit des Boucles de Seine Saint-Denis, ce qui porte donc à 18 le nombre total de courses disputées.
La victoire finale revient au Français Pascal Lino de l'équipe française BigMat.

## Résultats
La liste des courses composant la compétition et le podium de chacune d'entre elles sont les suivants :
| 21 fév.  | Tour du Haut-Var                 | Laurent Jalabert       | Pascal Chanteur      | Emmanuel Magnien     |
| 22 fév.  | Classic Haribo                   | Lauri Aus              | Stuart O'Grady       | Jaan Kirsipuu        |
| 22 mars  | Cholet-Pays de la Loire          | Jaan Kirsipuu          | Pascal Lino          | Mario Manzoni        |
| 3 avr.   | Route Adélie de Vitré            | Jaan Kirsipuu          | Paul Van Hyfte       | Pascal Lino          |
| 5 avr.   | Grand Prix de la ville de Rennes | Pascal Chanteur        | Gilles Bouvard       | Carlos Da Cruz       |
| 14 avr.  | Paris-Camembert                  | Pascal Lino            | Arnaud Prétot        | Rodolfo Massi        |
| 22 avr.  | Côte picarde                     | Mauro Zinetti          | Jean-Michel Thilloy  | Franck Bouyer        |
| 23 avr.  | Grand Prix de Denain             | Jaan Kirsipuu          | Jeroen Blijlevens    | Frédéric Moncassin   |
| 26 avr.  | Tour de Vendée                   | Marco Antonio Di Renzo | Laurent Desbiens     | Jaan Kirsipuu        |
| 3 mai    | Trophée des grimpeurs            | Pascal Hervé           | Laurent Desbiens     | Christophe Agnolutto |
| 31 mai   | Boucles de la Seine-Saint-Denis  | Tony Bracke            | Jimmy Casper         | Lauri Aus            |
| 6 juin   | Classique des Alpes              | Laurent Jalabert       | Francesco Casagrande | Benoît Salmon        |
| 20 juin  | À travers le Morbihan            | Laurent Desbiens       | Cyril Saugrain       | Dominique Rault      |
| 30 août  | Grand Prix de Plouay             | Pascal Hervé           | Ludo Dierckxsens     | Stéphane Heulot      |
| 13 sept. | Grand Prix de Fourmies           | Luca Mazzanti          | Anthony Langella     | Oscar Pelliccioli    |
| 20 sept. | Grand Prix d'Isbergues           | Stéphane Cueff         | Frank Høj            | Jo Planckaert        |
| 27 sept. | Polymultipliée de l'Hautil       | Emmanuel Magnien       | Jens Voigt           | Pascal Lino          |
| 1 oct.   | Paris–Bourges                    | Ludo Dierckxsens       | Laurent Brochard     | Maarten den Bakker   |

## Classements

### Individuel
Le podium du classement général final est le suivant :
| Classement par points | Classement par points | Classement par points | Classement par points           | Classement par points |
| Coureur               | Coureur               | Pays                  | Équipe                          | Points                |
| --------------------- | --------------------- | --------------------- | ------------------------------- | --------------------- |
| 1er                   | Pascal Lino           | France                | BigMat-Auber 93                 | 154 pts               |
| 2e                    | Pascal Hervé          | France                | Festina-Lotus                   | 122 pts               |
| 3e                    | Laurent Desbiens      | France                | Cofidis-Le Crédit par Téléphone | 120 pts               |

### Par équipe
L'équipe française Casino remporte le classement aux points de la meilleure équipe.